# Videojuego de mazmorras

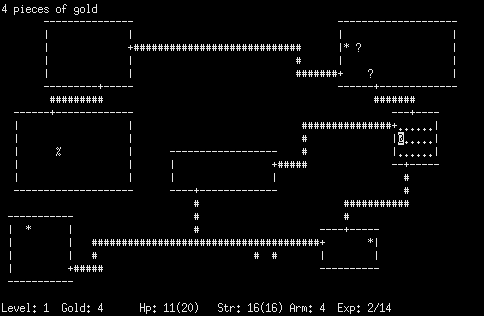
Una mazmorra generada proceduralmente en el videojuego Rogue de 1980, el juego que da nombre al género roguelike.

Los videojuegos roguelike («similares a Rogue» en inglés) son un subgénero de los videojuegos de rol que se caracterizan generalmente por la exploración de mazorras con niveles generados de forma procedimental, juego por turnos, mapas basados en cuadrículas y la muerte permanente del jugador. La mayoría de los roguelikes se basan en historias de alta fantasía, reflejando su influencia de los juegos de rol de mesa como Dungeons & Dragons.
Aunque el videojuego Beneath Apple Manor es anterior, el videojuego de 1980 llamado Rogue, un videojuego basado en ASCII que se ejecuta en la terminal, es considerado el precursor y es la base del nombre del género. Estos videojuegos se popularizaron entre los estudiantes universitarios y los programadores durante las décadas de 1980 y 1990, lo que condujo a un gran número de derivaciones y variantes, pero se adhirieron a estos elementos de juego comunes, a menudo titulados como la "Interpretación de Berlín". Algunas de las variantes más conocidas incluyen a Hades, The Binding of Isaac, Inscryption, Hack, Noita (videojuego), NetHack, Ancient Domains of Mystery, Enter the Gungeon  Moria, Angband, Tales of Maj'Eyal y Dungeon Crawl Stone Soup. 
En los últimos años, debido a la expansión del acceso y desarrollo de videojuegos, multiples juegos han incluido elementos roguelike al tiempo que incorporan elementos de otros géneros. Estos videojuegos son frecuentemente etiquetados como "roguelike", pero también se les conoce como "rogue-lite" o "roguelike-like" para distinguirlos de los roguelikes más tradicionales.

## Origen
El origen del término "roguelike" provino de los grupos de noticias de USENET alrededor de 1993, ya que era el canal principal que los jugadores de roguelikes de ese período usaban para discutir estos videojuegos, así como lo que los desarrolladores usaban para anunciar nuevos lanzamientos e incluso distribuir el código fuente del videojuego en algunos casos. Con varios grupos individuales para cada videojuego, se sugirió que con la creciente popularidad de Rogue, Hack, Moria y Angband, todos ellos que compartían elementos comunes, que los grupos se consolidaran bajo un término general para facilitar la discusión entre videojuegos. Se produjo un debate entre los usuarios de estos grupos para tratar de encontrar un término encapsulado que describiera los elementos comunes, comenzando con rec.games.dungeon.*, pero después de tres semanas de discusión, rec.games.dungeon.* sobre la base de que Rogue es el más antiguo de estos tipos de videojuegos, fue elegido como "el menor de todos los males disponibles". En el momento en que se sugirió que se creara un grupo para discutir el desarrollo de este tipo de videojuegos en 1998, el término "roguelike" ya estaba establecido dentro de la comunidad. Este uso es paralelo al de "Clon de Doom", un término utilizado en la década de 1990 que más tarde evolucionó a un "videojuego de disparos en primera persona" más genérico.

## Jugabilidad y diseño

### Jugabilidad general
Derivado de los conceptos de juegos de rol de mesa tales como D & D, casi todos los roguelikes dan al jugador el control de un personaje, que se puede personalizar mediante la selección de una clase, la raza y el género, y el ajuste de los atributos puntos y habilidades. Al comienzo del videojuego, el personaje se coloca en el nivel más alto de una mazmorra, con equipo básico como un arma simple, armadura, antorchas y comida. Siguiendo el concepto de videojuego de rol de una mazmorra, el jugador mueve al personaje a través de la mazmorra, recolectando tesoros que pueden incluir nuevas armas, armaduras, dispositivos mágicos, pociones, pergaminos, comida y dinero en el videojuego, mientras tiene que luchar contra monstruos que deambulan por el calabozo. La mayoría del combate se realiza simplemente intentando mover al personaje al mismo espacio que el monstruo. El videojuego luego calcula el daño que el personaje y el monstruo causan. Con frecuencia, también se pueden realizar otros tipos de ataques, como disparar una flecha o realizar un hechizo mágico ofensivo.
Derrotar monstruos le otorga puntos de experiencia al personaje, y después de obtener suficientes puntos, el personaje ganará un nivel de experiencia, mejorando sus puntos de golpe, capacidad mágica y otros atributos. Los monstruos pueden arrojar tesoros para ser saqueados. El personaje muere si pierde todos sus puntos de vida. Como la mayoría de los roguelikes presentan el concepto de muerte permanente, esto representa el final del videojuego, y el jugador deberá reiniciar el videojuego con un personaje recién creado. Los roguelikes casi siempre están basados en turnos, y el videojuego solo reacciona cuando el jugador realiza una acción con el personaje. Esto permite a los jugadores evaluar una situación difícil, como estar acorralado por varios monstruos, a su propio ritmo y determinar la mejor estrategia.
El jugador generalmente tiene que explorar la mazmorra para revelar su contenido, similar a una niebla de guerra. Muchos roguelikes incluyen elementos de visibilidad, como una antorcha para proporcionar iluminación para ver monstruos en cuadrados cercanos, o línea de visión para limitar qué monstruos son visibles desde la posición del jugador. Las mazmorras suelen estar conectadas por escaleras; los niveles de mazmorra más bajos generalmente son más difíciles que los más altos, por lo que un personaje subdesarrollado tendrá dificultades para progresar demasiado rápido. Los niveles de mazmorra y la población de monstruos y tesoros dentro de ellos se generan aleatoriamente utilizando la generación de procedimientos al azar, por lo que ningún juego es el mismo en los juegos posteriores. La mayoría de los roguelikes tienen el objetivo final de reclamar un objeto ubicado en el nivel más profundo de la mazmorra o derrotar a un monstruo específico que vive en ese nivel. Los roguelikes típicos evalúan el desempeño del jugador al final del videojuego a través de una puntuación basada en la cantidad de tesoro, dinero y experiencia ganada, y la rapidez con que el jugador terminó el videojuego, si se las arreglaron para hacerlo. La puntuación se muestra en un tablero de puntaje clasificado para comparar el desempeño del jugador en partidas sucesivas.

### Características clave
El género de roguelike abarca ampliamente el modo de juego que fue popularizado por el videojuego basado en texto Rogue (1980), que presentó muchas variaciones debido a su éxito; A partir de 2015, varios cientos de videojuegos que decían ser roguelikes estaban disponibles a través del catálogo de videojuegos de Steam, y el wiki RogueBasin, gestionado por el usuario, rastrea cientos de roguelikes y su desarrollo. Debido a la expansión de numerosas variaciones en el tema del roguelike, los elementos de videojuego que caracterizan el género roguelike se definieron explícitamente en la Conferencia Internacional de Desarrollo de roguelike 2008 celebrada en Berlín, Alemania; estos factores abarcan lo que se conoce como la "Interpretación de Berlín". La Interpretación de Berlín estableció un conjunto de factores de alto y bajo valor, y basó estas listas en cinco videojuegos del canon de roguelike: ADOM, Angband, Linley's Dungeon Crawl, NetHack y Rogue. La Interpretación está diseñada para determinar "qué tan roguelike es un videojuego", señalando que al faltar un factor no elimina un videojuego de ser un roguelike, ni tener las características hace de un juego un roguelike. John Harris, de Game Set Watch, ejemplificó esto al usar estos criterios para anotar numéricamente algunos videojuegos aparentemente de roguelike; El Dungeon Crawl y NetHack de Linley obtuvieron el puntaje más alto, con 57.5 puntos de los 60 disponibles según la Interpretación, mientras que los videojuegos Toe Jam & Earl y Diablo, comúnmente comparados con los roguelikes, solo obtuvieron la mitad de los puntos.
Los factores clave de alto valor de la Interpretación de Berlín incluyen:
- El videojuego utiliza la generación aleatoria de mazmorras para aumentar la capacidad de reproducción.[15] Los videojuegos pueden incluir niveles predeterminados, como un nivel de ciudad, común a la familia Moria, donde el jugador puede comprar y vender equipos, pero se considera que estos reducen la aleatoriedad establecida por la Interpretación de Berlín.[13]
- El videojuego usa una mecánica de Muerte permanente. Una vez que un personaje muere, el jugador debe comenzar un nuevo juego, a este factor se le conoce como una "partida", que regenerará los niveles del videojuego nuevamente debido a la generación aleatoria. Una característica de "Guardar Juego" solo proporcionará la suspensión del videojuego y no un estado recuperable sin límites; la sesión almacenada se elimina al reanudarse o al morir el personaje. Crear un punto de guardado anterior a morir y cargarlo es un acto que generalmente se considera trampa; los desarrolladores de Rogue introdujeron la función muerte permanente después de introducir una función de guardar, encontrando que los jugadores cargaban repetidamente juegos guardados para lograr los mejores resultados.[8] De acuerdo con Michael Toy de Rogue, vieron su acercamiento a muerte permanente no como un medio para hacer que el videojuego sea doloroso o difícil, sino para dar importancia a cada decisión que el jugador hizo para crear una experiencia más envolvente.[16]
- El videojuego está basado en turnos, lo que le da al jugador todo el tiempo necesario para tomar una decisión. El videojuego generalmente se basa en pasos, donde las acciones del jugador se realizan en serie y toman una medida variable del tiempo en el videojuego para completarse. Los procesos del videojuego (p. Ej., Movimiento e interacción de monstruos, efectos progresivos como envenenamiento o inanición) avanzan según el paso del tiempo dictado por estas acciones.[13]
- El videojuego no es modal, ya que todas las acciones deberían estar disponibles para el jugador, independientemente de dónde se encuentren en el videojuego. La Interpretación señala que las tiendas como en Angband rompen esta no modalidad.
- El videojuego tiene un grado de complejidad debido a la cantidad de sistemas de videojuego diferentes que permiten al jugador completar ciertos objetivos de múltiples maneras, creando un videojuego emergente.[13][17] Por ejemplo, para atravesar una puerta bloqueada, el jugador puede intentar abrir la cerradura, patearla, incendiarla o incluso hacer un túnel a su alrededor, dependiendo de su situación actual e inventario. Una frase común asociada con NetHack es "El equipo de desarrollo piensa en todo" en el sentido de que los desarrolladores parecen haber anticipado todas las posibles combinaciones de acciones que un jugador puede intentar en su estrategia de juego, como usar guantes para proteger al personaje mientras maneja el cadáver de una Cocatriz como arma para petrificar a los enemigos por su toque.[18]
- El jugador debe utilizar la gestión de recursos para sobrevivir.[13] Los artículos que ayudan a sostener al jugador, como la comida y los objetos de curación, tienen un suministro limitado, y el jugador debe averiguar cómo usarlos de manera más ventajosa para sobrevivir en la mazmorra. USGamer considera además la "Disminución de la resistencia" como otra característica relacionada con la gestión de recursos. El personaje del jugador constantemente necesita encontrar comida para sobrevivir o morirá de hambre, lo que impide al jugador explotar la regeneración de salud simplemente pasando turnos durante un largo período de tiempo o luchando contra monstruos muy débiles en mazmorras de bajo nivel.[19] Rich Carlson, uno de los creadores de Strange Adventures en Infinite Space, al estilo de un roguelike, llamó a este aspecto una especie de "reloj", imponiendo algún tipo de fecha límite o limitación sobre cuánto puede explorar el jugador y creando tensión en el videojuego.[20]
- El videojuego está enfocado en hack y slash, donde el objetivo es matar a muchos monstruos y donde no existen otras opciones pacíficas.[13]
- El videojuego requiere que el jugador explore el mapa y descubra el propósito de los elementos no identificados de manera que se reinicien todos los videojuegos. La identidad de los objetos mágicos, incluidos los objetos mágicamente encantados, varía de una ejecución a otra. Los objetos recién descubiertos solo ofrecen una descripción física vaga que se asigna al azar entre los videojuegos, con propósitos y capacidades que no se mencionan. Por ejemplo, una poción "burbujeante" podría curar heridas en un videojuego y luego envenenar al personaje del jugador en el siguiente. Los objetos a menudo están sujetos a alteración, adquiriendo rasgos específicos, como una maldición o modificación directa del jugador.[13]

Los factores de bajo valor de la Interpretación de Berlín son:
- El videojuego se basa en el control de un solo personaje a través de un juego.

- Los monstruos tienen un comportamiento similar al del jugador/personaje, como la habilidad de recoger objetos y usarlos, o lanzar hechizos.

- El objetivo del videojuego era proporcionar un desafío táctico que requiera que los jugadores jueguen varias veces para aprender las tácticas adecuadas para sobrevivir.[13]

- El videojuego se presenta utilizando caracteres ASCII en un mapa basado en azulejos.

- El videojuego consiste en explorar mazmorras que están formadas por habitaciones y pasillos interconectados. Algunos videojuegos pueden tener áreas abiertas o características naturales, como los ríos, aunque se consideran en contra de la Interpretación de Berlín.[13]

- El videojuego presenta el estado del jugador y del juego a través de números en la pantalla/interfaz del videojuego.

Aunque no se aborda en la Interpretación de Berlín, los roguelikes son generalmente videojuegos para un solo jugador. En los sistemas multiusuario, las tablas de clasificación suelen compartirse entre jugadores. Algunos roguelikes permiten que aparezcan rastros de personajes de jugadores anteriores en sesiones posteriores del videojuego en forma de fantasmas o marcas graves. Algunos videojuegos como NetHack incluso hacen que los antiguos personajes del jugador vuelvan a aparecer como enemigos dentro de la mazmorra. Los derivados multijugador basados en turnos, como TomeNET, MAngband y Crossfire, existen y se pueden jugar en línea.

### Primeros roguelikes
Los primeros roguelikes se desarrollaron para ser jugados en interfaces de usuario basadas en texto, comúnmente en computadoras centrales y terminales basadas en UNIX que se usan en colegios y universidades antes de hacer la transición a computadoras personales. Los videojuegos usaron una mezcla de caracteres ASCII o ANSI para representar elementos de los niveles de las mazmorras, criaturas y elementos en el nivel. Estos videojuegos generalmente incluyen una o dos líneas de texto que presentan el estado actual del jugador en la parte inferior de la pantalla y pantallas de menú basadas en texto para administrar el inventario, las estadísticas y otros detalles.
El personaje del jugador estuvo representado casi siempre por @roguelike basados en texto, que habían sido elegidos por los desarrolladores de Rogue para representar "dónde estás". Otros ejemplos incluirían $ para el tesoro monetario y D para un dragón. Los videojuegos posteriores aprovecharían los gráficos de texto basados en color para aumentar la variación de los tipos de criaturas, como una roja D para un dragón rojo que dispararía fuego, mientras que una verde D podría indicar un dragón verde que dispararía ácido. Los jugadores usarían el teclado, presionando una tecla para ingresar un comando. Con los sistemas informáticos modernos, los usuarios desarrollaron medios alternativos para mostrar el videojuego, como los conjuntos de gráficos y las interfaces basadas en gráficos isométricos, así como las interfaces que aprovecharon los controles de la interfaz de usuario del teclado y el ratón.
A medida que las computadoras ofrecían interfaces de usuario más avanzadas, como las ventanas y los menús de apuntar y hacer clic, muchos roguelikes tradicionales se modificaron para incluir soporte para tener múltiples ventanas. Esto fue útil no solo para mostrar la mazmorra basada en personajes, sino también detalles sobre el inventario del personaje, el monstruo con el que estaban luchando y otros mensajes de estado en ventanas separadas. Tener acceso a múltiples ventanas también permitió tener menús para completar comandos más complejos.

### Videojuegos parecidos/estilo de mazmorras (Rogue-lites) y laberintos de muerte procesal
Con computadoras y consolas de videojuegos capaces de gráficos y juegos más avanzados, han surgido numerosos videojuegos que se basan libremente en el diseño clásico de juego de mazmorras pero divergen en una o más características. Muchos de estos videojuegos utilizan los conceptos de mapas generados por procedimientos y muerte permanente, mientras se alejan del movimiento basado en mosaicos y el videojuego por turnos, a menudo utilizan otro género de videojuego como los videojuegos de acción o plataformas. Otros títulos derivados de roguelikes se basan en la observación de que los roguelikes tradicionales son difíciles, con una curva de aprendizaje empinada, y un jugador nunca puede completar estos videojuegos en numerosas sesiones de juego, lo que hace que estos títulos sean difíciles de vender a una audiencia más amplia. Estos nuevos videojuegos incluirían elementos para reducir la dificultad y atraer a un público más amplio. Muchos videojuegos con algunos de los elementos de la Interpretación de Berlín se llaman a sí mismos "roguelike", pero se parecen poco al Rogue original, causando confusión y dilución del término.
Como tal, el término "Parecidos a mazmorras" o "rogue-lite" se ha utilizado para distinguir estos videojuegos que poseen algunas, pero no todas, las características de la Interpretación de Berlín, de aquellas que cumplen exactamente con la definición de roguelike de Berlín. La frase "laberinto de muerte procesal" también se ha aplicado a tales videojuegos, ya que conservan la noción de muerte permanente y la generación de niveles aleatorios, pero carecen de otros factores de alto valor normalmente asociados con los roguelikes.
Los parecidos o de estilo de mazmorras son generalmente videojuegos más cortos que se pueden ganar en una sola sesión de juego, en contraste con los roguelikes tradicionales que están diseñados para múltiples sesiones de juego. Asociados a su corta duración, muchos videojuegos Parecidos a mazmorras presentan un metajuego, en el que lograr ciertos objetivos desbloqueará funciones como la posibilidad de seleccionar un nuevo personaje al comienzo del videojuego o la adición de nuevos elementos y monstruos en la generación de procedimientos de los niveles del videojuego. Varios videojuego Parecidos a mazmorras presentan desafíos diarios, en los que se utiliza una semilla aleatoria predeterminada para generar los niveles del videojuego de una manera determinista para que cada jugador tenga los mismos encuentros; los jugadores intentan completar el videojuego a través de esos niveles o de lo contrario obtener la puntuación más alta a través de tablas de clasificación en línea. Los Parecidos a mazmorras también le permite al jugador ingresar la semilla aleatoria directamente para poder volver a desafiar el mismo conjunto de niveles o compartir un conjunto difícil de niveles con otros jugadores.
US Gamer identificó además los videojuegos que consideran casos extremos de ser roguelikes o videojuegos Parecidos a mazmorras, ya que están inspirados en Rogue, y que "se alejan un poco más del género, pero aun así logran meterse como un gran roguelike". Estos incluyen videojuegos como la serie Diablo, ToeJam & Earl y Dwarf Fortress.

## Historia

### Historia temprana (1975–1980)

Árbol genealógico de los primeros roguelikes.

La creación de roguelikes provino de programadores aficionados y piratas informáticos, que intentaron crear videojuegos para el incipiente campo de las computadoras a principios de la década de 1980, especialmente influenciados por el videojuego de aventuras de texto de 1975 Colossal Cave Adventure (a menudo simplemente titulado Adventure), y de la gran fantasía. Ambientación del videojuego de mesa Dungeons & Dragons. Algunos elementos del género de roguelike estaban presentes en los rastreadores de mazmorras escritos para el sistema PLATO. Esto incluye pedit5 (1975) que se cree que es el primer videojuego de rastreo de mazmorras, y contó con encuentros aleatorios de monstruos, aunque solo usó un solo nivel de mazmorra fijo. pedit5 inspiró los rastreadores de mazmorras similares basados en PLATO dnd (1975), orthanc (1978), Moria (1978) y avatar (1979). No está claro si estos videojuegos de PLATO inspiraron el género de roguelike ya que no hay evidencia de que los primeros creadores de roguelike hayan tenido acceso a estos videojuegos. Los videojuegos básicos de juego de mazmorras se desarrollaron de forma independiente, muchos de los desarrolladores no aprendieron sobre sus respectivos proyectos hasta varios años después del despegue del género.
Los roguelikes se desarrollaron inicialmente para entornos informáticos con memoria limitada, incluidos los sistemas compartidos del marco principal y las primeras computadoras domésticas; esta limitación impidió a los desarrolladores conservar todos los niveles de mazmorra menos uno en la memoria mientras se ejecutaba el videojuego, lo que llevó a la generación de procedimientos aleatorios para evitar el problema de almacenamiento de memoria. Los roguelikes a menudo también se escribían en lenguajes como BASIC, que no son tan eficientes en la gestión de datos y memoria en comparación con los lenguajes modernos, lo que limita aún más el alcance que podría cubrir el videojuego.

#### Variantes frecuentes
Aunque el término "roguelike" deriva del videojuego Rogue de 1980, el primer videojuego conocido con los elementos centrales de juego de mazmorras fue Beneath Apple Manor (1978), escrito por Don Worth para Apple II; Beneath Apple Manor también es reconocido como el primer videojuego comercial del género de roguelike. El videojuego, inspirado en el disfrute de los juegos de rol como Dungeons & Dragons por parte de Worth, incluía la generación de procedimientos mediante una modificación del generador de laberinto aleatorio del videojuego Dragon Maze, elementos de rol para los personajes, movimientos basados en fichas y combates por turnos. Aunque Beneath Apple Manor era anterior a Rogue, no era tan popular como Rogue: Rogue tenía la ventaja de ser distribuido en ARPANET, al que muchos estudiantes universitarios tenían fácil acceso, mientras que Beneath Apple Manor se envasaba y vendía a mano por Worth, ya sea en tiendas locales o por correo.
Otro de los primeros roguelikes como Rogue cuyo desarrollo fue anterior a dicho videojuego fue ¿¿Sword of Fargoal (1982), desarrollado por Jeff McCord a partir de 1979. El videojuego se basó en GammaQuest, un título anterior que McCord había creado en el Commodore PET, que compartió localmente con amigos mientras estudiaban en Henry Clay High School en Kentucky; el videojuego en sí estaba basado en una campaña de Dungeons & Dragones que él mismo había corrido en los años anteriores. Antes de graduarse y asistir a la Universidad de Tennessee en 1981, había comenzado a trabajar en GammaQuest II, que requería que el jugador navegara a través de niveles de mazmorras generados al azar, adquiriera una espada y volviera a la superficie con esa espada a través de más niveles generados al azar. Las computadoras más avanzadas disponibles en la escuela, tales como Commodore VIC-20, le permitieron expandir el videojuego más allá de la memoria altamente limitada del PET. Al ver las posibilidades de vender software de computadora, finalmente consiguió un contrato de publicación con Epyx, donde lo ayudaron a refinar la comercialización del videojuego, cambiándole el nombre a Sword of Fargoal y dándole acceso al Commodore 64 más poderoso, que le permite usar gráficos y sonido como parte del videojuego. El videojuego fue considerado un éxito, y cuando fue portado a la PC en 1983, que fuera brillaba Rogue ' versión para PC mismo año debido a la Sword of Fargoal y sus gráficos y sonido superior.

#### Rogue
Rogue fue escrito por Glenn Wichman y Michael Toy en 1980 mientras estudiaban en la Universidad de California, Santa Cruz. El videojuego se inspiró en la experiencia previa de Toy al jugar el videojuego Star Trek de 1971 y en la programación de clones para otros sistemas informáticos. También se inspiró en la ficción interactiva Aventura. Mientras buscaban una forma de aleatorizar la experiencia de Aventura, se encontraron con la biblioteca de Curses de Ken Arnold que les permitió manipular mejor a los personajes en la pantalla del terminal, lo que llevó a Toy y Wichman a crear un videojuego de aventuras aleatorizado de tipo gráfico. Crearon la historia del videojuego al hacer que el jugador buscara el "Amuleto de Yendor", "Yendor" con "Rodney" escrito al revés, el nombre del mago que imaginaron había creado la mazmorra. Rogue fue ejecutado originalmente en una computadora VAX-11/780; su memoria limitada los obligó a usar una interfaz simple basada en texto para el videojuego. Toy finalmente abandonó la escuela pero consiguió un trabajo en los laboratorios de computación de la Universidad de California, Berkeley, donde se reunió con Arnold. Arnold ayudó a optimizar el código de curses e implementar más funciones en el videojuego.
Rogue se hizo popular entre los estudiantes universitarios y los investigadores en computación en ese momento, incluido Ken Thompson; Dennis Ritchie había bromeado en el momento en que Rogue era "la mayor pérdida de ciclos de CPU en la historia". Su popularidad llevó a la inclusión del videojuego en BSD UNIX v4.2 en 1984, aunque en ese momento, sin su código fuente. Toy y Arnold habían anticipado la venta comercial de Rogue y tenían dudas acerca de su lanzamiento; Toy iría a conocer a Jon Lane en Olivetti, y juntos crearían la compañía AI Design para portar los videojuegos para varios sistemas domésticos junto con el soporte de publicación de Epyx, que luego volvería a ayudar a Wichman.

### Siguiendo la evolución (1980–1995)
La popularidad de Rogue llevó a los desarrolladores a crear sus propias versiones del videojuego, aunque sus esfuerzos se limitaron inicialmente por la falta de acceso al código fuente de Rogue, que no fue liberado hasta la v4.3 BSD en 1986. Estos desarrolladores recurrieron a la creación de videojuegos desde cero, similares a Rogue pero con características que querían ver. Estas versiones se distribuirían con el código fuente y, junto con la fuente original de Rogue, otros desarrolladores pudieron crear las bifurcaciones de software de los videojuegos, agregando nuevos monstruos, elementos y funciones de juego, creando varias docenas de variantes. Este proceso se facilitó al cambiar el código a idiomas con una mejor escritura de datos, incluidos los lenguajes orientados a objetos y de secuencias de comandos, y al limpiar y modularizar el código para que los colaboradores puedan seguir mejor dónde se pueden hacer cambios.
Si bien hay algunas variantes directas de Rogue, como Brogue, la mayoría de las variantes de Rogue podrían clasificarse en dos ramas basadas en dos videojuegos clave, Moria y Hack, que se desarrollaron en el espíritu de Rogue.

#### Basados en Moria
Moria (1983) fue desarrollada por Robert Alan Koeneke mientras estudiaba en la Universidad de Oklahoma, inspirada en Adventure y Rogue. Al tener acceso a un VAX-11/780, pero sin la fuente de Rogue debido a las restricciones de administrador del ordenador, él comenzó a tratar de recrear Rogue pero específicamente parecido al complejo laberinto de la cueva del mismo nombre de JRR Tolkien y sus historias de la Tierra Media. Siguiendo la ficción de Tolkien, el objetivo del jugador era descender a las profundidades de Moria para derrotar al Balrog, similar a una batalla de jefes. Al igual que con Rogue, los niveles no eran persistentes: cuando el jugador abandonaba el nivel y luego intentaba regresar, se generaba un nuevo nivel de manera procesal. Entre otras mejoras para Rogue, Koeneke incluyó una ciudad persistente en el nivel más alto donde los jugadores podían comprar y vender equipos, y el uso de estructuras de datos dentro del lenguaje Pascal le permitió crear un bestiario más diverso dentro del videojuego. Recibió ayuda de varios evaluadores de videojuegos y de otro estudiante, Jimmey Wayne Todd, quien ayudó a programar un sistema de generación de personajes más profundo. UMoria (abreviatura de UNIX Moria) es una variación cercana de Moria de Jim E. Wilson, que hace que el videojuego sea más portátil a una variedad más grande de computadoras mientras corrige varios errores.
Angband (1990) fue desarrollado por Alex Cutler y Andy Astrand mientras asistía a la Universidad de Warwick. Habiendo jugado UMoria, querían expandir el videojuego aún más. Trabajando a partir de UMoria y su código, aumentaron el número de niveles y monstruos, con videojuegos parecidos o de estilo mazmorras basados en Angband, la fortaleza masiva controlada por Morgoth de la ficción de Tolkien, y se incorporan más de las criaturas más mortales que se describen dentro de la mitología de la Tierra Media. Mantuvieron al Balrog como una criatura difícil que debe ser superada a nivel de medio juego, mientras que Morgoth se convirtió en el jefe final que el jugador debe derrotar para ganar el videojuego. Después de la graduación de Cutler y Astrand, Sean March y Geoff Hill se hicieron cargo del desarrollo para llevar el videojuego a un lanzamiento público fuera de la universidad, agregando elementos como dar al jugador una idea de las recompensas y los peligros de un nivel cuando ellos entran por primera vez.
Una vez que Angband fue lanzado al público a través de USENET, se hicieron esfuerzos para que los mantenedores de código (el "equipo de desarrollo") corrigieran errores, limpiaran el código e implementaran sugerencias en el código. Debido a los numerosos cambios en quienes mantienen el código (debido a otras obligaciones), y al número de posibles sugerencias de los usuarios para incluir, Angband se convertiría en una gran derivación, lo que daría lugar a varias variantes de Angband; existen al menos sesenta variantes conocidas con una media docena aún en desarrollo activo. Una derivación significativa fue Zangband (1994) (corto para Zelazny Angband), que se expandió en Angband y alteró el tema hacia Roger Zelazny y sus The Chronicles of Amber. El código base de ZAngband se usaría para crear los Problemas de la Tierra Media (En inglés ToME) en 2002, que más tarde cambió el escenario de ficción de Tolkien y Zelazny por uno nuevo original para convertirse en Tales of Maj'Eyal (2009). The vanila Angband sigue desarrollándose hoy por (el "equipo de desarrollo").

#### Basados en Hack
Hack (1985) fue desarrollado por Jay Fenlason con la ayuda de Kenny Woodland, Mike Thome y Jonathan Payne, estudiantes de la escuela secundaria regional de Lincoln-Sudbury en ese momento, mientras participaba en el laboratorio de computación de la escuela supervisado por Brian Harvey. Harvey había podido adquirir una minicomputadora PDP-11/7 para la escuela e instituyó un plan de estudios del curso que permitía a los estudiantes hacer lo que quisieran en las computadoras, incluidos los videojuegos, siempre y cuando hubieran completado las tareas para el final de cada semestre. Fenlason, Woodland, Thome y Payne se reunieron a través de estos cursos y se convirtieron en un grupo cercano de amigos y programadores competentes. Harvey había invitado al grupo a los laboratorios de computación en UC Berkeley, donde tuvieron la oportunidad de usar los sistemas de mainframe de allí, y fueron presentados a Rogue, inspirándolos a crear su propia versión como su proyecto de clase. Fenlason había creado una lista de características que querían mejorar en Rogue, como tener el diseño de un nivel guardado una vez que el jugador salió de ese nivel. Se acercaron a Toy y Arnold en una conferencia local de USENIX para obtener el código fuente de Rogue, pero fueron rechazados, obligándolos a desarrollar las rutinas desde cero. El programa resultante, Hack, se mantuvo fiel a las influencias originales de Dungeons & Dragons, y derivó su nombre de ser tanto un videojuego de "cortar y rebanar" (hack and slash) como hack en su programación para recrear Rogue sin tener acceso a su código fuente. Fenlason no pudo incluir todas las características deseadas, y su participación en el desarrollo de Hack concluyó después de que los estudiantes abandonaron la escuela. Fenlason había proporcionado el código fuente de Hack a las conferencias de USENIX para que se distribuyeran en sus cintas digitales, a partir de las cuales se descubrió y construyó posteriormente a través de los grupos de noticias de USENET, trasladándolo a varios sistemas. Como Angband, el mantenimiento del código de Hack pasó por varias manos, y algunas variantes fueron creadas por diferentes bifurcaciones.
Hack eventualmente se eliminaría a favor de NetHack (1987). Cuando Mike Stephenson, un analista de un fabricante de hardware informático, tomó el mantenimiento del código de Hack, lo mejoró, tomando sugerencias de Izchak Miller, profesor de filosofía en la Universidad de Pensilvania, y Janet Walz, otro pirata informático. Llamándose a sí mismos DevTeam, comenzaron a realizar modificaciones importantes en el código de Hack. Llamaron a su nueva versión NetHack, en parte debido a que su colaboración en el videojuego se realizó a través de USENET. Las principales desviaciones de Hack de NetHack fueron la introducción de una variedad más amplia de monstruos, tomados de otras mitologías y lores, incluidos elementos culturales anacrónicos y contemporáneos (como una clase de turistas con una cámara con flash, inspirada en la serie Discworld de Terry Pratchett), en el entorno de alta fantasía, y el uso de niveles predefinidos con algunos elementos de procedimiento que el jugador encontraría más profundamente en las mazmorras. Otras iteraciones del videojuego incluían rutas de ramificación a través de la mazmorra y misiones opcionales basadas en personajes que podrían otorgar al jugador un elemento extremadamente útil para completar el videojuego. A pesar de que DevTeam abrió el código públicamente, mantuvieron con cuidado quién podría contribuir al código base para evitar el forking excesivo del videojuego de vanila, y se mantuvo relativamente callado sobre las mejoras sugeridas para cada lanzamiento, trabajando en secreto con respecto a su base de jugadores. Hay derivaciones separadas de NetHack, como Slash'EM. 
Ancient Domains of Mystery (1994), o ADOM para abreviar, derivado de los conceptos presentados en NetHack. ADOM fue desarrollado originalmente por Thomas Biskup mientras estudiaba en la Universidad Técnica de Dortmund. Después de jugar a través de Rogue y Hack, llegó a NetHack y se inspiró en el videojuego, pero quedó consternado por la complejidad y los elementos que encontró innecesarios o que lo distraían. Biskup creó ADOM desde cero con el objetivo de crear un videojuego basado en la historia más que NetHack que mantuvo la profundidad del videojuego con un tema y configuración específicos. El videojuego resultante incluyó varias mazmorras diferentes, muchos procedimiento generados, conectados a través de un supramundo mapa de la esfera ficticia de Ancardia, y tendría el jugador completo varias misiones en las mazmorras para el progreso del videojuego. Una característica importante fue la influencia de las fuerzas del Caos a través de portales sin sellar, que el jugador tendría que cerrar. Mientras que en las áreas afectadas por el Caos, el personaje del jugador se contamina, causando mutaciones que pueden ser perjudiciales o beneficiosas. Tanto ADOM, como NetHack y Angband, obtendría un equipo de desarrollo para mantener el código e implementar actualizaciones y parches para evitar el exceso de forking. [54

#### Otras variantes
No todos los roguelikes tempranos se clasificaron fácilmente como descendientes de Hack o Moria. Larn (1986), desarrollado por Noah Morgan, tomó prestados los conceptos tanto de Hack (en el sentido de que hay niveles persistentes y fijos) como de Moria (en la disponibilidad de un nivel de tienda y dificultad general que aumenta con el nivel de mazmorra), pero mientras estos dos videojuegos tienen El tamaño de la espiral para tomar múltiples sesiones de juego se completó, Larn fue diseñado para completarse en una sola sesión. Larn también usa una función de tiempo fijo, en el sentido de que el jugador solo tenía tantos turnos para completar un objetivo, aunque había formas de saltar en el tiempo para extender el videojuego. A Omega, desarrollado por Laurence Brothers a fines de la década de los 80, se le atribuye la introducción de un concepto del mundo terrenal en el género roguelike, antes de su aparición en ADOM. Omega fue recordado a menudo por su extraño enfoque de inventario en el que el jugador tendría que recoger un objeto, considerando que se sostenía, y luego mover ese objeto a una bolsa o una ranura de equipo. Linley's Dungeon Crawl (1995) fue creado por Linley Henzell y presentaba un sistema de progresión de personajes basado en habilidades, en el que se podían usar puntos de experiencia para mejorar habilidades específicas, como el dominio de armas o la detección de trampas. Una derivación de esto formaría la base para Dungeon Crawl Stone Soup (2006). SSI 's Dungeon Hack (1993) ofreció mazmorras aleatorias y muerte permanente dentro de las reglas de AD&D 2nd Edition.

### Juegos de Mystery Dungeon (1993 - en adelante)
Hasta 1993, los roguelikes existían principalmente en el espacio informático y todavía no existían variantes de consola doméstica. Dos de los primeros intentos conocidos fueron Fatal Labyrinth (1990) y Dragon Crystal (1990) ambos de Sega, pero que carecían de la profundidad de un roguelike típico basado en ordenador. Tampoco probaron ser videojuegos exitosos.
Chunsoft tuvo éxito al desarrollar la serie Dragon Quest, una serie que estableció aspectos fundamentales del género de videojuegos de rol de computadora, popular para las audiencias occidentales de computadoras, en un enfoque más ágil y más adecuado para los jugadores japoneses que prefieren las consolas. Con los roguelikes comenzando a ganar popularidad, los desarrolladores de Chunsoft creían que podían hacer un tratamiento similar para ese género para que fuera más adecuado para el público japonés. Koichi Nakamura, de Chunsoft, declaró que su intención era tomar Rogue y hacerlo "una versión más comprensible, más fácil de jugar" del título que se pudiera jugar en consolas. Esto condujo a la creación de Mystery Dungeon, con el primer título siendo Torneko no Daibōken: Fushigi no Dungeon (トルネコの大冒険不思議のダンジョン?  Gran Aventura de Torneko: Calabozo Misterioso) (1993) basado en la serie Dragon Quest. Se tuvieron que hacer varios cambios en la fórmula de roguelike para esta conversión: habían desarrollado formas de reducir la dificultad de roguelike utilizando mazmorras progresivamente más difíciles que se generaron al azar, y se convirtieron en una opción por selección de nivel de dificultad. Un beneficio adicional para Torneko no Daibōken fue que usó la configuración establecida de Dragon Quest IV y el personaje Torneko, ayudando a que el videojuego fuera familiar para la audiencia planificada y dando una historia para que el jugador la siga. Si bien Torneko no Daibōken no se vendió tan bien como los videojuegos típicos de Dragon Quest, Chunsoft tuvo el éxito suficiente para desarrollar un segundo título basado en un personaje y escenario completamente original, Mystery Dungeon: Shiren the Wanderer, lanzado en 1995. En Chunsoft descubrieron que eran más creativos con la forma en que desarrollaron el videojuego sin la necesidad de respetar una propiedad existente. Desde entonces, Chunsoft ha desarrollado más de 25 videojuegos en la serie Mystery Dungeon para varias plataformas. Además de sus títulos de Shiren, muchos de los otros videojuegos Mystery Dungeon de Chunsoft abarcan varias franquicias, incluida la serie Chocobo basada en Final Fantasy, Pokémon Mystery Dungeon basada en Pokémon, y un crossover con Odyssey Etrian de Atlus en Etrian Mystery Dungeon. Varios títulos de la serie Mystery Dungeon fueron populares y se convertirían en un elemento básico del mercado japonés de videojuegos.
Una de las principales diferencias entre los videojuegos de Mystery Dungeon y los roguelikes occidentales que siguen a la Interpretación de Berlín es la falta de muerte permanente. En los videojuegos de Mystery Dungeon, los jugadores-personajes pueden morir o resultar demasiado lesionados, restableciendo su progreso al inicio de la mazmorra, pero estos videojuegos generalmente proporcionarían medios para almacenar y recuperar equipos y otros elementos de un recorrido anterior. Los videojuegos de Mystery Dungeon no tuvieron tanto éxito en los mercados occidentales cuando se publicaron allí, debido a que los jugadores objetivo (jugadores más jóvenes que probablemente no habían experimentado videojuegos como Rogue) encontraron que la falta de un sistema de guardado de partidas de videojuegos de rol más tradicional era como algo un poco extraño.
Otros videojuegos de rol japoneses incorporarían la generación aleatoria de mazmorras como parte de su diseño, imitando parte de la naturaleza de los roguelikes, y se consideraron títulos de roguelike cuando se publicaron en los mercados occidentales. Tales títulos incluyen Vagrant Story, Shining Soul y Baroque. El videojuego de rol multijugador masivo en línea Final Fantasy XIV añadió el nivel Deep Dungeon (mazmorra profunda) generado de forma aleatoria que se inspiró en la generación procesal de roguelikes.

### Desarrollo continuo en los mercados occidentales (2002 a adelante)
Aunque se seguirían desarrollando nuevas variantes clásicas de roguelike en el mercado occidental, el género languideció a medida que las computadoras personales más avanzadas capaces de mejorar las capacidades gráficas y los videojuegos que utilizaban estas características se hicieron populares. Sin embargo, algunos de estos nuevos videojuegos gráficos atrajeron la influencia de conceptos de roguelike, en particular los videojuegos de rol de acción como el Diablo de Blizzard Entertainment (1996). El creador de Diablo, David Brevik, reconoció que videojuegos como Rogue, NetHack, Telengard y otros roguelikes influyeron en el diseño de Diablo, incluyendo la naturaleza de mazmorras generadas aleatoriamente y el botín.
Los roguelikes existentes continúan desarrollándose: una secuela de ADOM recibió con éxito en la financiación colectiva en 2012, mientras que el primer lanzamiento importante de NetHack en diez años en el año 2015 está destinado a ayudar al DevTeam a ampliar aún más el videojuego. Se siguen creando nuevos roguelikes que se adhieren a las reglas básicas de la Interpretación de Berlín, incluyendo Dungeon Crawl Stone Soup (2006), Dungeons of Dredmor (2011) y Dragon Fin Soup (2015). Se ha desarrollado una subclase de "roguelikes coffeebreak" que podría completarse en un corto período de tiempo, a menudo derivada de participaciones en el desafío de roguelike de los siete días; los ejemplos incluyen, DoomRL (2013) y Desktop Dungeons (2013). Algunos videojuegos también aprovecharían la facilidad de desarrollo en las interfaces ASCII basadas en cuadros comunes a los de roguelikes. Por ejemplo, la muy popular Dwarf Fortress (2006) usa la interfaz de juego de mazmorras en la simulación de construcción y administración, y sería una gran inspiración para Minecraft, mientras que SanctuaryRPG (2014) es un videojuego de rol más tradicional basado en turnos con una historia con guion que utiliza una interfaz ASCII y elementos de juego del roguelike. UnReal World (1992), el videojuego que se considera el precursor del género del videojuego de supervivencia, y que con frecuencia utiliza la generación de procedimientos para crear los mundos en los que los jugadores deben sobrevivir, fue desarrollado por Sami Maaranen y fue influenciado por roguelikes, con su interfaz inicial similar a la de NetHack.

### Crecimiento del tipo roguelike (2005-en adelante)
El género de roguelikes experimentó un resurgimiento en los mercados occidentales después del año 2000 a través de desarrolladores independientes que crearon un nuevo subgénero denominado "videojuegos parecidos a mazmorras". Los desarrolladores indie comenzaron a incorporar elementos de roguelike en géneros que normalmente no se asocian con roguelikes, creando videojuegos que formarían la base de este nuevo subgénero. Dos de los primeros ejemplos citados de los parecidos a mazmorras son Strange Adventures in Infinite Space (2002) y su secuela Weird Worlds: Return to Infinite Space (2005) de Digital Eel, ambos videojuegos de exploración espacial que incluyeron planetas y encuentros generados al azar y permeables. Digital Eel basó su trabajo en el videojuego de exploración espacial Starflight junto con roguelikes como NetHack, pero quería ofrecer una experiencia más corta que fuera más fácil de reproducir, similar a los juegos de cerveza y pretzels de mesa como Deathmaze y The Sorcerer's Cave, que tienen elementos en común con los roguelikes.
Spelunky (2008), publicado poco después de la formación de la Interpretación de Berlín, se considera una contribución importante al crecimiento de los videojuegos parecidos a mazmorras desarrollados por el indie. Spelunky fue desarrollado por Derek Yu, quien quería tomar el videojuego profundo que ofrecen roguelikes y combinarlo con la facilidad de un videojuego de plataformas. El resultado fue un videojuego de plataformas que incorpora la noción de muerte permanente en la que el jugador lleva a un personaje explorador a través de cuevas generadas al azar. La intención era crear una jugabilidad "profunda" en la que el videojuego pudiera repetirse una y otra vez, con situaciones generadas al azar que hacen que el jugador desarrolle nuevas estrategias emergentes sobre la marcha. El desarrollador Jason Rohrer declaró que Spelunky "renovó por completo mi pensamiento sobre el diseño de videojuegos para un solo jugador".
La fórmula y el éxito de Weird Worlds y Spelunky influirían en otros desarrolladores en la creación de nuevos "Parecidos" de roguelike. Edmund McMillen, el desarrollador de The Binding of Isaac (2011), y Kenny y Teddy Lee, los co-desarrolladores de Rogue Legacy (2012), acreditan el enfoque de Yu con Spelunky al mostrar cómo destilar la naturaleza de un roguelike tradicional para aplicarlo a otros géneros de videojuegos que ellos habían hecho para sus videojuegos parecidos a mazmorras. Justin Ma y Matthew Davis, los co-desarrolladores de FTL: Faster Than Light (2012), dieron crédito a ambos Weird Worlds: Return to Infinite Space y Spelunky como parte de su influencia para FTL. Todos estos videojuegos obtuvieron elogios críticos, y su éxito ha llevado a un resurgimiento más moderno en los videojuegos parecidos a mazmorras desde su lanzamiento.
El nuevo éxito en videojuegos parecidos de mazmorras se considera parte de una tendencia mayor en aquellos que juegan juegos de mesa y de computadora, en busca de "experiencias de juego ricas", como lo describe el desarrollador de 100 Rogues Keith Burgun, que los títulos más populares no siempre ofrecen. David Bamguart, de Gaslight Games, declaró que existe una gran emoción por el riesgo inherente en los videojuegos tipo roguelike con generación aleatoria y muerte permanente, lo que ayuda al jugador a invertir más en el destino de su personaje jugador: "La precariedad mortal inherente a lo desconocido. Los entornos de roguelikes le dan a esa inversión un gran significado". Además, muchos de estos nuevos videojuegos parecidos a mazmorras se esfuerzan por abordar la aparente alta dificultad y la crueldad por la que se conocían los roguelikes tradicionales, y los nuevos jugadores podrán encontrar más ayuda a través de guías de videojuego generadas por el usuario y los tutoriales que son posibles a lo largo de una amplia accesibilidad a internet. Fabien Fischer ofrece que los jugadores se han aficionado a los "videojuegos parecidos a mazmorras" desarrollados de forma independiente, ya que se han cansado de la "jugabilidad superficial, el espectáculo de blanqueo, la locura por el contenido y el diseño de Skinner Box " en títulos producidos por desarrolladores y editores de AAA.
Particularmente para los desarrolladores independientes más pequeños, la naturaleza del mundo generado por procedimientos les permite a los equipos entregar muchas horas de contenido de juego sin tener que gastar recursos y tiempo de desarrollo para desarrollar mundos detallados. Esto también permite a los desarrolladores dedicar más tiempo a desarrollar funciones de videojuego complejas y sus sistemas interactivos que forman parte del disfrute de los videojuegos tipo mazmorras y parecidos a (o de estilo de) mazmorras. McMillen de The Binding of Isaac afirmó que la incorporación de elementos de los roguelikes en otros géneros de videojuegos puede ser difícil debido a la superación de las complejas interfaces que suelen tener los roguelikes, pero una vez que se encuentra un medio para hacerlo, "se vuelve cada vez más hermoso y profundo", y un diseño eterno que te permite generar una experiencia aparentemente dinámica para los jugadores, de modo que cada vez que jueguen tu videojuego obtengan una aventura totalmente nueva".

## Comunidad
El género roguelike se ha desarrollado con la expansión de los roguelikes clásicos y los títulos modernos al estilo de los roguelikes "rogue-lite", una comunidad de fanáticos dedicados no solo a discutir los videojuegos dentro de él, sino también a crear sus propias historias de aventuras cercanas a la muerte o historias divertidas sobre roguelikes. Dentro de esta comunidad, hay un gran interés en desarrollar roguelikes. El Reto de 7 días de roguelike (7DRL) nació de un grupo de noticias de USENET en 2005 para desarrolladores de roguelike, desafiándolos informalmente para crear el núcleo de una novela de roguelike dentro de los 7 días que se presentará para que el público los juzgue y lo juegue. La competencia ha continuado cada año, desde que creció de 5 a 6 inscripciones en 2005 a más de 130 en 2014. En el espíritu de la Conferencia Internacional de roguelike del año 2008, la "Celebración de roguelike" se llevó a cabo por primera vez en septiembre de 2016 en San Francisco, donde varios desarrolladores de roguelike pasados y presentes se reunieron para discutir la historia y la dirección futura del género. Desde entonces se ha vuelto a organizar en los años 2017, 2018 y 2019.